# خطابة إلهامية
الخطابة الإلهامية أو التخاطب التحفيزي هو نوع من الخطابة يقصد بها إلهام أو تحفيز المستمعين تجاه فكرة أو مشروع ما. وهو أسلوب يستعمل بشكل كبير في مجالات السياسة والدين. ومؤخرا، انتشر هذا الأسلوب في المؤسسات والتي تدعوا متخصصين في الخطابة لتحفيز عمالها وشركائها على اعتناق إستراتيجيات جديدة تنوي تطبيقها. وفي العربية، عرفت الخطابة بأنها «فن مشافهة الجمهور وإقناعه واستمالته».

## أصل الكلمة العربية
الخطاب والمخاطبة: مراجعة الكلام، والخطبة مصدر الخطيب، وخطب الخاطب على المنبر، واختطب يخطب خطابة.
أم الإلهام فمصدره لهم أي الإيحاء. وذهب أبو إسحاق إلى أن الخطبة عند العرب: الكلام المنثور المسجع، ونحوه، والخطبة مثل الرسالة، التي لها أول وأخر.

## الخطابة العربية
ذكر القرآن أن فرعون كان أول المخاطبين الملهمين استنادا للأية:﴿وَنَادَى فِرْعَوْنُ فِي قَوْمِهِ قَالَ يَا قَوْمِ أَلَيْسَ لِي مُلْكُ مِصْرَ وَهَذِهِ الْأَنْهَارُ تَجْرِي مِنْ تَحْتِي أَفَلَا تُبْصِرُونَ ۝٥١﴾ [الزخرف:51] عرف بالجاهلية العديد من الخطباء الملهمين منهم قس بن ساعدة الإيادي. كما شجع الإسلام أهمية في التفوه بالخطابة استنادا للأية التي تصف النبي داوود: ﴿وَشَدَدْنَا مُلْكَهُ وَآتَيْنَاهُ الْحِكْمَةَ وَفَصْلَ الْخِطَابِ ۝٢٠﴾.
في السياسة، عرف الرئيس الراحل جمال عبد الناصر كمحدث ملهم يستطيع تشييج الملايين من خلال خطاباته. ومن أشهر المحدثين الملهمين في الدين الإسلامي هو المحدث محمد متولي الشعراوي. أما تاريخيا، وعرف الإمام على بخطاباته الملهمة.

## الخطابة الملهمة في العالم
أصبح للخطابة الإلهامية في أميركا الشمالية سوقا كبيرا في مجالات عديدة. من أشهر المحدثين الملهمين في أمريكا: ستيف جوبز الذي اشتهر في حث المستهلكين على شراء أجهزة أبل الإلكترونية. كما هتاك العديد من المتحدثين في مجالات التحسين الذاتي مثل ستيفن كوفي وتوني روبرتز. ما تشتهر هذه الأنواع من المخاطبة بين المرشدين الإنجيليين الذين يحشدون الناس لاعتناق والتبرع لمعتقداتهم ولهم برامج تلفزيونية مشهورة.